# Escott Reid
Escott Graves Meredith Reid CC (* 21. Januar 1905 in Campbellford, Ontario; † 28. September 1999 in Ottawa) war ein kanadischer Botschafter.

## Leben
Die Eltern von Escott Meredith Reid waren Morna Meredith und Alfred John Reid (1861; † 1957). Sein Großvater Edmund Allen Meredith war, wie er später selbst, Staatssekretär im Außenministerium. Meredith Reid wurde 1927 Bachelor of Arts in Politikwissenschaft am Trinity College in der University of Toronto. Als Rhodes Scholar wurde er 1929 Bachelor of Arts, 1935 an der Christ Church in Oxford Master of Arts.
1930 förderte die Rockefeller-Stiftung seine Studien zum kanadischen Parteien- und Wahlsysteme im Allgemeinen und dem in Saskatchewan im Besonderen.
Von 1932 bis 1938 hatte er an der Harvard University eine ganze Stelle als Sekretär des Canadian Institute of International Affairs. Er engagierte sich in der League for Social Reconstruction ein Verein, der in Montreal und Toronto im Winter 1931–1932 gegründet worden war. Er trat der Cooperative Commonwealth Federation bei, einer sozialdemokratischen Partei, die sich 1932, 1933 bildete. Er befürwortete eine Politik des Isolationismus, angesichts des sich anbahnenden Zweiten Weltkrieges, die im Canadian Institute of International Affairs nicht verbreitet war. Von 1937 bis 1938 war Reid außerordentlicher Professor für Verwaltungsrecht und Politikwissenschaft an der Dalhousie University.
1939 trat er in den auswärtigen Dienst des Secretary of State for External Affairs, (SSEA) wie sich das kanadische Außenministerium bezeichnete und wurde bei den Missionen in Washington, D.C., London, San Francisco und Ottawa beschäftigt. 1941 begleitete Reid den Minister für Handel und Gewerbe James Angus MacKinnon auf einer Tour durch Lateinamerika, auf der Handelsabkommen mit mehreren Regierungen abgeschlossen wurden. Im Executive Committee, United Nations Preparatory Commission war Reid an der Schaffung der Vereinten Nationen beteiligt und 1945 Mitglied der kanadischen Delegation bei der Konferenz von San Francisco. Von 1946 bis 1949 leitete Reid das Büro von Lester Pearson, und war maßgeblich an der Konzeption der NATO beteiligt. 1947 wurde er Assistant Under-Secretary im Außenministerium. Von 1948 bis 1952 war Reid stellvertretender Staatssekretär im Außenministerium.
Von 1952 bis 1957 war er Hochkommissar für Kanada nach Indien. Als solcher verhandelte er mit Homi Jehangir Bhabha den Colombo-Plan.
1956 war er Deputy UN High Commissioner for Refugees für die Flüchtlinge des ungarischen Volksaufstandes. Von 1958 bis 1962 war er Botschafter in Deutschland. Von 1962 bis 1965 war er Direktor der Abteilungen Südost-Asien und Naher Osten Department in der Weltbank. Von 1965 bis 1969 leitete er den Campus Glendon College der York University.

## Privates
In Oxford traf und heiratete Reid, Ruth Herriot aus Winnipeg. Ihre Kinder waren Patrick Murray, Moma Meredith und Timothy Escott Heriott Reid (* 21. Februar 1936 in Toronto), ein kanadischer Unternehmensberater. Reid und seine Frau verbrachten einen großen Teil ihres Ruhestandes auf ihrem Bauernhof in Wakefield (Québec).

## Auszeichnungen
1971 wurde Reid eine Companion des Order of Canada. 1993 erhielt er die Pearson Peace Medal für seine Arbeit als Beamter.

## Veröffentlichungen
Von 1973 bis 1989 veröffentlichte Reid sieben Bücher. Dazu gehörten Werke über die Weltbank, der Gründung der Vereinten Nationen, die Entwicklung des NATO-Vertrages, des Ungarischen Aufstandes und der Suez-Krise von 1956, seine Jahre in Indien und seine Freundschaft mit Jawaharlal Nehru sowie die Autobiographie Radical Mandarin, wie er sich selbst bezeichnet.
- Radical mandarin: the memoirs of Escott Reid, University of Toronto Press, 405 S., 1989

| Vorgänger                     | Amt | Nachfolger                              |
| ----------------------------- | --- | --------------------------------------- |
| Warwick Fielding Chipman      | Canadian high commissioner to New Delhi (kanadischer Hochkommissar in Indien) 21. November 1952 bis 4. Mai 1957 | Chester Alvin Ronning (* 1894 in China) |
| —                             | Deputy UN High Commissioner for Refugees 1956                                                                   | —                                       |
| Charles Stewart Almon Ritchie | kanadischer Gesandter in Bonn 22. November 1957 bis 1962                                                        | John Kennett Starnes                    |